# Ivanec Bistranski
 Ivanec Bistranski  falu Horvátországban Zágráb megyében. Közigazgatásilag Zaprešićhez tartozik.

## Fekvése
Zágráb központjától 12 km-re északnyugatra, községközpontjától 2 km-re keletre a Medvednica-hegység nyugati lábánál fekszik. 

## Története
A településnek 1857-ben 323, 1910-ben 465 lakosa volt.
Trianon előtt Zágráb vármegye Zágrábi járásához tartozott. 2011-ben 943 lakosa volt.

## Lakosság
| Lakosság változása | Lakosság változása | Lakosság változása | Lakosság változása | Lakosság változása | Lakosság változása | Lakosság változása | Lakosság változása | Lakosság változása | Lakosság változása | Lakosság változása | Lakosság változása | Lakosság változása | Lakosság változása | Lakosság változása | Lakosság változása |
| ------------------ | ------------------ | ------------------ | ------------------ | ------------------ | ------------------ | ------------------ | ------------------ | ------------------ | ------------------ | ------------------ | ------------------ | ------------------ | ------------------ | ------------------ | ------------------ |
| 1857               | 1869               | 1880               | 1890               | 1900               | 1910               | 1921               | 1931               | 1948               | 1953               | 1961               | 1971               | 1981               | 1991               | 2001               | 2011               |
| 323                | 313                | 355                | 398                | 439                | 465                | 461                | 599                | 590                | 597                | 584                | 593                | 716                | 823                | 932                | 943                |

## Nevezetességei
A Segítő Szűzanya tiszteletére szentelt plébániatemploma